# DF-4 (ミサイル)
DF-4（中: 东风-4、Dong-Feng-4）は、中華人民共和国が開発した中距離弾道ミサイル(IRBM)。DoD識別番号はCSS-3。

## 開発経緯
1965年3月、第七機械工業部第一研究院（現、中国航天科技集団公司運載火箭技術研究院）は、今後8年の間に4機種の弾道ミサイルを完成させるという「八年四弾」計画を中央軍事委員会に提案した。
2か月前の1965年1月に国防部第五研究院は第七機械工業部に分離独立し、下轄する第一分院は第一研究院に昇格していた。
第一研究院は「八年四弾」計画の4機種の弾道ミサイルの内のMRBMのDF-2A、DF-3の2機種は、ほぼ開発終了の目途が立っていたため、より長射程のIRBM、ICBMの完成に向け段階的な努力を傾注することとした。
計画では最大射程4,000km級のIRBMとしてDF-4を、最大射程12,000km級のICBMとしてDF-5を、それぞれ1970年と1972年までに完成させることが明記されていた。
DF-4はB-52戦略爆撃機の出撃基地となるグアム島航空基地を攻撃することを意図したものであり、DF-5は中国北部から発射しアメリカ合衆国本土を射程に収めることを意図した弾道ミサイルである。
DF-4は計画では2段式ミサイルとし、1段目にDF-3を利用することとした。2段目のエンジンは、1段目のエンジンを基本として改良したものを1基使用することとした。
真空で噴射するのに最適な膨張比となるようノズル部の形状を再設計することとした。メガトン級の核弾頭を搭載する為、2,200kgの運搬能力を持たせることとした。
計画では、DF-3の核弾頭の内の再突入用熱シールドを除いた核爆弾部とほぼ同じものを搭載する事とした。大気圏再突入の速度が大きくなるため再突入用熱シールドは、より熱防護を強化したものに変更することとした。
前述したように1965年3月にDF-4の研究開発は開始されたが、DF-5の研究開発が優先されたため、開発スピードはゆっくりとしたものだった。
しかし、1969年3月に始まったウスリー川付近の中ソ国境紛争のエスカレーションが同年9月にひとまず緩和されると、中央軍事委員会はDF-4の開発を早めるよう指示した。
1970年1月30日、DF-4の発射試験が初めて成功する。そして青海省の大柴旦からモスクワを射程に収めるため、開発目標としていた最大射程を更に延長し4,500kmとすることとした。
また1段目の合計推力を104トンに増強させ、2段目の推進剤を2トン増量するため2段目全長を0.42m伸ばした。最終的に発射試験では、飛行距離が4,750㎞に達した。

## 技術的特徴
全長は28.05m、直径は2.25mである。2段式、弾頭分離式のミサイルである。下端に、4枚の上下方向に長い長方形の安定板を持つ。発射重量は、82,000kgである。
推進剤は、1段目、2段目共にDF-3と同様に燃料として非対称ジメチルヒドラジン、酸化剤としてAK-27赤煙硝酸を使用する。
DF-3を1段目として利用し、エンジンはDF-3で使われたYF-2を推力増強した改良型YF-2Aを4基使用しクラスター化している。YF-2Aは4基合計で、104トン（海水面）の推力を発生させる。2段目は1段目エンジンYF-2Aのノズル部の膨張比を真空条件下に最適化させる再設計を行ったYF-3を1基使用する。YF-3は真空中で32トンの推力を発生させる。
DF-4は単弾の1～3MT級の2,200kgの核弾頭を搭載する型しか存在しない。
誘導方式は、ストラップダウン式慣性航法装置を用いた慣性誘導方式と採用している。操舵方式は、推進用噴射ノズル直後に配置した、グラファイト製ベーンを用いたジェットベーン方式を採用している。

## 発射作業
DF-4は道路を運搬するには全長が大きすぎ、1段目と2段目を分離して運搬しなければならない。DF-4に対し仮に路上移動発射式を採用した場合、発射前準備時間に組み立て時間が更に加えられることになり、生存性確保の点で好ましいものではなかった。このため当初は固定サイロ式の検討を行ったが、当時の中国の土木技術では難しく費用面でも実効性に乏しいため、横穴格納近接発射式、鉄道移動発射式、その他の陸上固定式（偽装建物格納式）の実効性も検討を行った。1977年5月20日、中央軍事委員会と国務院は、横穴格納近接発射式案の採用を決定した。1980年8月2日、横穴格納近接発射式でミサイルの最大射程発射試験を行い運用上問題が無いことを確認をした。
横穴格納近接発射式は山間部の配備を前提として、土木工事により山体に横穴を掘りミサイル格納庫を建設する。発射時は、格納庫内で1段目と2段目が繋がれ水平に寝かされた状態で軌条台に搭載される。そして軌条台ごと横穴から曳き出され、横穴のそばに設けられた発射台に垂直に起立させられる。その後の発射前準備作業はDF-3の時と同様である。まず精確にアラインメント（ミサイルの移動に伴う精確な自己位置とミサイル姿勢の情報の更新）を行い、次にミサイル搭載装置の作動点検を行う。その後推進剤の注入を行い、最終的なアラインメントの実施と搭載装置の確認をする。最後に目標諸元元データの入力をしてミサイルは発射される。

## 性能

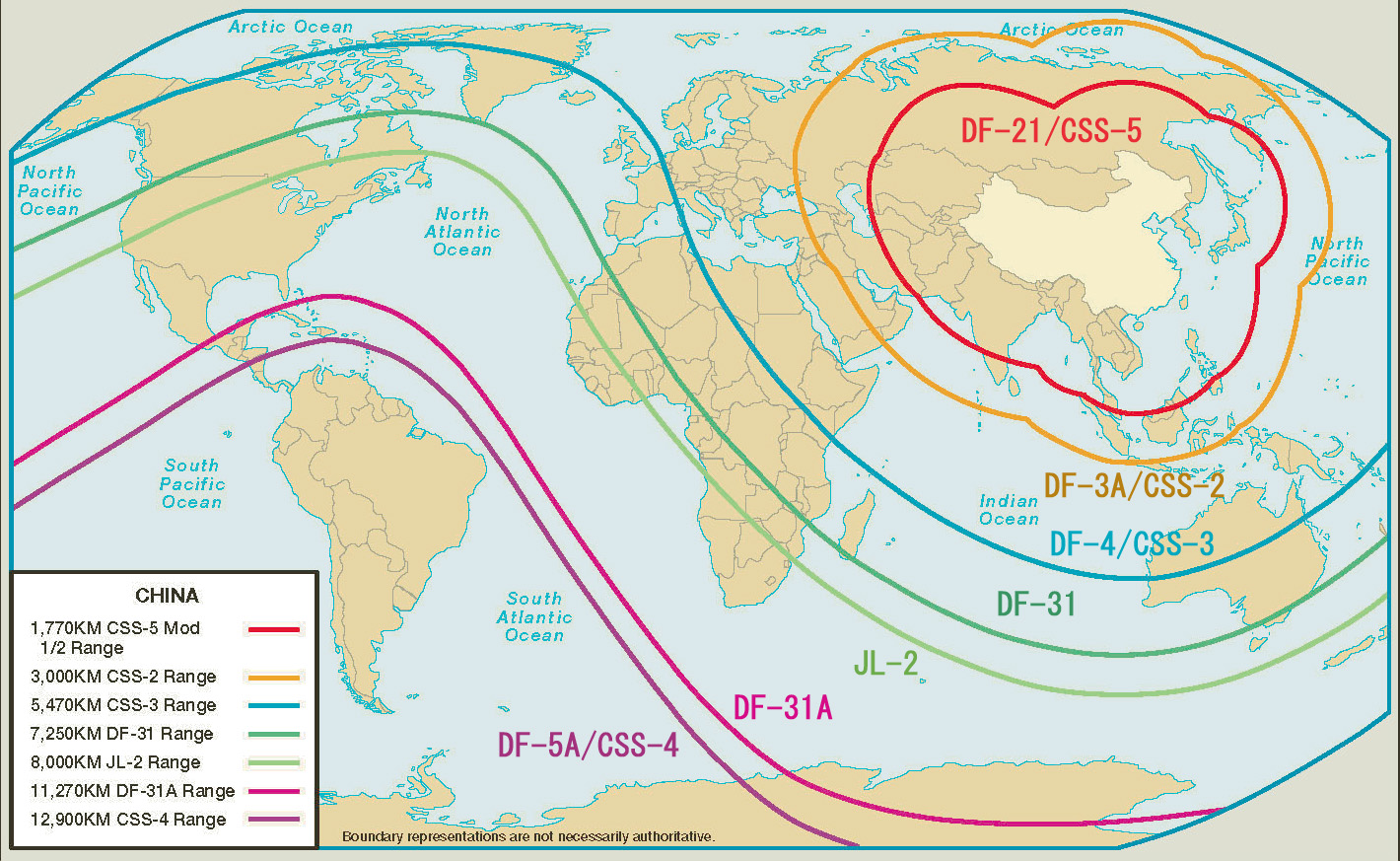
DF-4の射程

DF-4の最大射程は、2,200kg核弾頭を搭載して5,400kmとされている。ロシア全域のほか、グアム島やアラスカ州を射程圏内におさめる。命中精度は、1,500m/5,400kmのCEPとされる。

## 配備
1980年に第二砲兵部隊への配備が開始されたとしている。その後徐々に増やされ、1985年以降は、最大で10～25発が作戦任務に就いていたとされる。
アメリカ国防総省の中国の軍事力に関する年次報告書の2010年版では、15～20発のミサイルと10～15基の発射台を保有しているとされる。
ミリタリーバランス2016年版では実戦運用されているDF-4の発射台の数は10基と推定している。
合計約20～35発が製造されたと考えられている。
当初、DF-4の配備地は中国西部に集中し、海西大柴旦、海西デリンハ、懐化通道、周口孫店、海西小柴旦、の5か所に配備していたとされる。その後、DF-31との更新が進み、資料
によれば、DF-4の配備先は湖南省懐化市通道トン族自治県の第55基地第805ミサイル旅団および湖南省懐化市会同県の第55基地第814ミサイル旅団の2か所に減少したとされる。
その後、資料
によれば、懐化市通道トン族自治県の第805ミサイル旅団は、2008年に湖南省邵陽市に移転したとされる。
同じくMark Stokes氏らの資料
によれば、第805ミサイル旅団はDF-4からDF-31Aに機種変更が行われたとしている。
ミリタリーバランス2016年版によると、2015年末現在、1個ミサイル旅団に配備されているとしている。

## 民間型
中国初の人工衛星打ち上げを目指し、DF-4の開発と平行して、その派生型のCZ-1（中: 长征-1、Chang-Zheng-1）の開発が進められた。CZ-1は、2段式のDF-4に3段目の固体ロケットモーターを搭載させたものである。
1970年4月24日、中国初の人工衛星である東方紅1号の打ち上げに成功した。